# Залесе (Хойницький повіт)
Залесе (пол. Zalesie) — село в Польщі, у гміні Бруси Хойницького повіту Поморського воєводства.
Населення — 771 особа (2011).
У 1975-1998 роках село належало до Бидгощського воєводства.

## Демографія
Демографічна структура станом на 31 березня 2011 року:
|          | Загалом | Допрацездатний вік | Працездатний вік | Постпрацездатний вік |
| -------- | ------- | ------------------ | ---------------- | -------------------- |
| Чоловіки | 396     | 96                 | 263              | 37                   |
| Жінки    | 375     | 115                | 204              | 56                   |
| Разом    | 771     | 211                | 467              | 93                   |